# Dan Kardas
Dan Kardas ist ein ehemaliger kanadischer Skispringer.

## Werdegang
Kardas entstammte einer in Kanada sehr erfolgreichen Skispringerfamilie. Sein internationales Debüt gab er in der Saison 1993/94 im Rahmen des Skisprung-Continental-Cups. Nachdem er bereits in der ersten Saison mit 88 Punkten Rang 85 der Gesamtwertung erreicht hatte, gab er am 25. März 1994 sein Debüt im Skisprung-Weltcup. Beim Teamweltcup in Thunder Bay erreichte er gemeinsam mit Grant Harder, Jeremy Blackburn und John Lockyer den neunten Rang. In den beiden Einzelspringen in den folgenden Tagen erreichte er die Plätze 53 und 47. Damit blieb er weit hinter den Punkterängen zurück. In der Saison 1994/95 startete er daraufhin erneut im Continental Cup. Jedoch konnte er auch hier an seine Leistungen nicht mehr anknüpfen und erreichte nur 27 Punkte und damit Platz 127 der Gesamtwertung. Bei der Nordischen Skiweltmeisterschaft 1995 in Thunder Bay startete er noch einmal für Kanada und landete von der Normalschanze auf Platz 46 und von der Großschanze auf Platz 47.

## Erfolge

### Continental-Cup-Platzierungen
| Saison  | Platz | Punkte |
| ------- | ----- | ------ |
| 1993/94 | 085.  | 88     |
| 1994/95 | 127.  | 27     |